# Kura Rock
Kura Rock ou Kura Stone (em russo:  Куринский Камень, Kurinskiy Kamen; em azeri:  Kür daşı), é uma ilhota ao largo da costa de Azerbaijão.

## Geografia
Kura Rock é pequena ilhota com um comprimento máximo de 0.18 km. Está localizada a 13 km do leste do ilha Kura, o extremo nordestino e sobre 15 km (9 mi) ao sudeste da costa continental mais próxima. O Banco Borisova está localizado a oeste deste ilhéu.
Embora geograficamente bastante longe de Baku, esta ilhota é considerada parte do Arquipélago de Baku.
Administrativamente pertence à Aran (região).
39° 00′ 54″ N, 49° 20′ 01″ L